# Golina, Stargardzki
Golina [ɡɔˈlina] (tiếng Đức: Gollin) là một ngôi làng thuộc khu hành chính của Gmina Stargard, thuộc huyện Stargardzki, Zachodniopomorskie, ở phía tây bắc Ba Lan.
Làng có dân số 114.